# Csíp, csíp, csóka
A Csíp, csíp, csóka egy gyermekjáték. Két gyermek kezét váltakozva egymáséra teszi, a kézfej bőrét ujjheggyel megcsípik,
és az ének alatt fel-le himbálják a karjukat. A végén egymás felé csapkodnak, mintha tyúkokat kergetnének.
A dal címe ún. dajkarím

## Kotta és dallam
Beszélve: Hess le, tyúkok, hess le, hess le!

## Felvételek
- Csip-csip csóka. Kerekmese  YouTube (2014. november 12.)  (Hozzáférés: 2016. augusztus 25.) (videó)